# Brisa Gómez
Brisa Gómez (15 de diciembre de 2000) es una deportista Argentina que compite en judo. Ganó una medalla de plata en los Juegos Panamericanos de 2023 y una medalla de bronce en el Campeonato Panamericano de Judo de 2023.

## Palmarés internacional
| Juegos Panamericanos    | Juegos Panamericanos | Juegos Panamericanos | Juegos Panamericanos |
| Año                     | Lugar                | Medalla              | Categoría            |
| ----------------------- | -------------------- | -------------------- | -------------------- |
| 2023                    | Santiago (Chile)     | Medalla de plata     | –57 kg               |
| Campeonato Panamericano |                      |                      |                      |
| Año                     | Lugar                | Medalla              | Categoría            |
| 2023                    | Calgary (Canadá)     | Medalla de bronce    | –57 kg               |